# Michelle Wie
Michelle Wie  (* 11. Oktober 1989 in Honolulu, Hawaii; koreanisch 위성미, Wi Seong-mi) ist eine US-amerikanische Golfspielerin.

## Leben
Das Kind koreanischer Eltern begann im Alter von vier Jahren Golf zu spielen. Mit elf Jahren hatte Wie bereits eine Bestleistung von 64 Schlägen auf 18 Loch; sie qualifizierte sich im selben Jahr außerdem für die Women’s U.S. Amateur Public Links Championship, bei denen sie mit den Golfschlägern ihrer Großmutter antrat.
2002 spielte Wie ihr erstes LPGA-Turnier, ein Jahr später gewann sie als jüngste Golferin der Geschichte die Women’s Amateur Public Links. 2004 ging sie erstmals bei einem Herrenturnier der PGA TOUR, den Sony Open in Hawaii, an den Start und verpasste den Cut nur um einen Schlag.
Seit ihrem 16. Geburtstag ist sie Berufsgolferin. Reguläres Mitglied der LPGA Tour konnte sie erst im Alter von 18 Jahren werden; dennoch schloss sie bereits mit 16 einen Werbevertrag ab, der sie mit einer Gage von 35 Millionen Euro pro Jahr zu einer der reichsten Sportlerinnen der Welt machte.
Am 5. Mai 2006 schaffte sie als jüngste Person überhaupt und als zweite Frau nach Se Ri Pak (2003) den Cut in einem Herrenturnier der Asian Tour, den SK Telecom Open in Südkorea. Anfang September 2006 spielte sie auf Einladung beim Omega European Masters, einem Turnier der European Tour. Nach zwei Runden lag sie 15 Schläge über Par und belegte den letzten Platz. Eine Woche später spielte sie – wiederum eingeladen – auf der nordamerikanischen PGA TOUR beim 84 LUMBER Classic und landete mit 14 Schlägen über Par erneut ganz am Ende des Feldes.
In den folgenden Jahren konnte sie die hohen Erwartungen nicht erfüllen. Sie verzeichnete zwar einige Siege auf der LPGA Tour, Erfolge bei den Major-Turnieren blieben aber aus. Stattdessen konzentrierte sie sich zunehmend auf ihr Studium der Kommunikationswissenschaft, welches sie im Jahr 2012 an der Stanford University erfolgreich abschloss. Sie bezeichnete später die Entscheidung, sich vom professionellen Golf vorerst zu lösen und ein Studium zu beginnen und durchzuziehen, als die beste ihres Lebens.
Nach dem Studium nahm sie ihre Golfkarriere wieder auf und spielte das ganze Jahr über Golf. Am 22. Juni 2014 gewann Michelle Wie schließlich die U.S. Women’s Open und somit ihr erstes Major. Sie beendete das Turnier mit 278 Schlägen, zwei Schläge vor ihrer Landsfrau Stacy Lewis und drei vor der Engländerin Stephanie Meadow.
Beim Solheim Cup gehörte Wie von 2009 bis 2017 zur Mannschaft der USA.
In der Krimiserie Hawaii Five-0 hatte Michelle Wie in Staffel 5, Folge 16 einen Cameoauftritt.
Am 10. August 2019 heiratete Wie Jonnie West, den Sohn des NBA-Spielers Jerry West. Am 19. Juni 2020 brachte Wie ihre Tochter zur Welt.

## Turniersiege
- 2009: Lorena Ochoa Invitational
- 2010: CN Canadian Women’s Open
- 2014: LPGA Lotte Championship, U.S. Women’s Open
- 2018: HSBC Women’s World Championship